# Thymidine-kinase
La thymidine-kinase (TK) est une transférase qui catalyse la réaction :
ATP + thymidine  {\displaystyle \rightleftharpoons }  ADP + TMP.
Cette enzyme, de 376 acides aminés et d'environ 42 kDa, est contenue dans les cellules humaines ainsi que dans plusieurs virus dont celui de la varicelle-zona, le cytomégalovirus, virus d'Epstein-Barr ainsi que l’herpès simplex.
Dans les cellules humaines la thymidine-kinase est présente sous deux formes dites TK1 et TK2. La thymidine-kinase est une enzyme de type phosphotransférase. Le terme phosphorylation signifie quelle transfère des phosphates et le terme kinase signifie que l’enzyme utilise l’énergie sous forme d’ATP. Le rôle de la thymidine-kinase est donc de catalyser la réaction de phosphorylation :
désoxythymidine + ATP → désoxythymidine monophosphate + ADP
La désoxythymidine monophosphate est produit par deux voies dans la cellule. Normalement, lorsque la cellule est quiescente (G0), la demande en nucléotides est faible. Donc la voie de méthylation d’un désoxyuridine monophosphate est suffisante. Cependant, lorsque la cellule entre en division elle demande beaucoup de nucléotides pour construire une nouvelle copie d’ADN. C’est donc à ce moment que la TK1 est sollicitée pour catalyser la phosphorylation de la désoxythymidine. On dit donc que la TK1 retrouvée dans le cytosol est dépendante du cycle (ou cycle-dépendante) et donc nécessaire avant la division cellulaire tandis que pour la TK2, retrouvée dans la mitochondrie, elle est cycle-indépendante.
Le rôle de la thymidine-kinase est de phosphoryler la thymidine qui, une fois sous forme triphosphate, entre dans la composition de l'ADN. La thymidine-kinase est codée par le gène UL23.